# Пфунгштат
Пфунгштат (њем. Pfungstadt) град је у њемачкој савезној држави Хесен. Једно је од 23 општинска средишта округа Дармштат-Дибург. Према процјени из 2010. у граду је живјело 24.483 становника. Посједује регионалну шифру (AGS) 6432018.

## Географски и демографски подаци
Пфунгштат се налази у савезној држави Хесен у округу Дармштат-Дибург. Град се налази на надморској висини од 103 метра. Површина општине износи 42,5 km². У самом граду је, према процјени из 2010. године, живјело 24.483 становника. Просјечна густина становништва износи 576 становника/km².

## Међународна сарадња
| Мјесто  | Држава               | Врста сарадње | Од    |
| ------- | -------------------- | ------------- | ----- |
|         | Италија              | партнерство   | 1993. |
| Ретфорд | Уједињено Краљевство | партнерство   | 1979. |
|         | Француска            | партнерство   | 1996. |
| Хевиз   | Мађарска             | партнерство   | 2005. |
| Извор   |                      |               |       |